# Trichosilia acarnea
Trichosilia acarnea är en fjärilsart som beskrevs av Smith 1905. Trichosilia acarnea ingår i släktet Trichosilia och familjen nattflyn. Inga underarter finns listade i Catalogue of Life.